# 茜尔维·弗雷谢特
茜尔维·弗雷谢特（法語：Sylvie Fréchette，1967年6月27日—），加拿大花样游泳运动员。她曾代表加拿大参加1992年和1996年夏季奥林匹克运动会花样游泳比赛，获得一枚金牌和一枚银牌。